# Andira landroana
Andira landroana là một loài thực vật có hoa trong họ Đậu. Loài này được N.F.Mattos miêu tả khoa học đầu tiên.